# Roșia, Sibiu
Rosia là một xã thuộc hạt Sibiu, România. Dân số thời điểm năm 2002 là 4834 người.